# Iglesia de Santa María (Mijós)
La iglesia de Santa María de Mijós es un iglesia prerrománica de España erigida en lugar de Mijós (en gallego y oficialmente Mixós), perteneciente a la parroquia de Estevesiños (Monterrey). El 3 de junio de 1931 fue declarada monumento histórico-artístico y tiene por tanto la condición de Bien de Interés Cultural (ver: Anexo:Monumentos histórico-artísticos de España declarados en 1931).

## Historia
Tiene un origen muy temprano. Todo parece indicar que nació a la sombra de un primitivo cenobio fundado por San Martín de Braga en el siglo VI. En el templo actual, del siglo IX, se emplearon materiales antiguos. El convento de Mijós paso, más tarde, a depender del monasterio benedictino de Celanova.
Mijós está atravesado por el Camino de Santiago, en la ruta de la Vía de la Plata, entre Verín y Laza. Se identifica a este camino con la vía romana que conectaba los itinerarios XVII y XVIII del Itinerario de Antonino, en el punto en que se cruza con otros caminos que van a Vilela y a Vilela de Abajo.

## Arquitectura
Es un templo de planta rectangular, puerta sur con arco ojival. En su origen era de planta basilical, con tres ábsides y tres naves separadas por arcos de herradura. Se conserva el inicio del primer arco sur de la nave central. Se piensa que el templo original no tenía el techo abovedado al no hallarse restos de contrafuertes de la época. El tejado es a dos aguas.
La cabecera es de cantería, con tres ábsides y exterior rectangular, sobresaliendo el ábside central. Cada uno de los ábsides tiene una ventana estrecha y alargada, acabadas en arco de herradura. Los ábsides tienen planta semicircular prolongada y bóvedas de ladrillo. Los altares del norte y central están soportados por aras romanas, con inscripción precristiana la del altar central. En la bóveda del ábside central hay una imagen de Jesucristo crucificado y restos de un fresco policromado.

## Galería de imágenes

Vistas del exterior
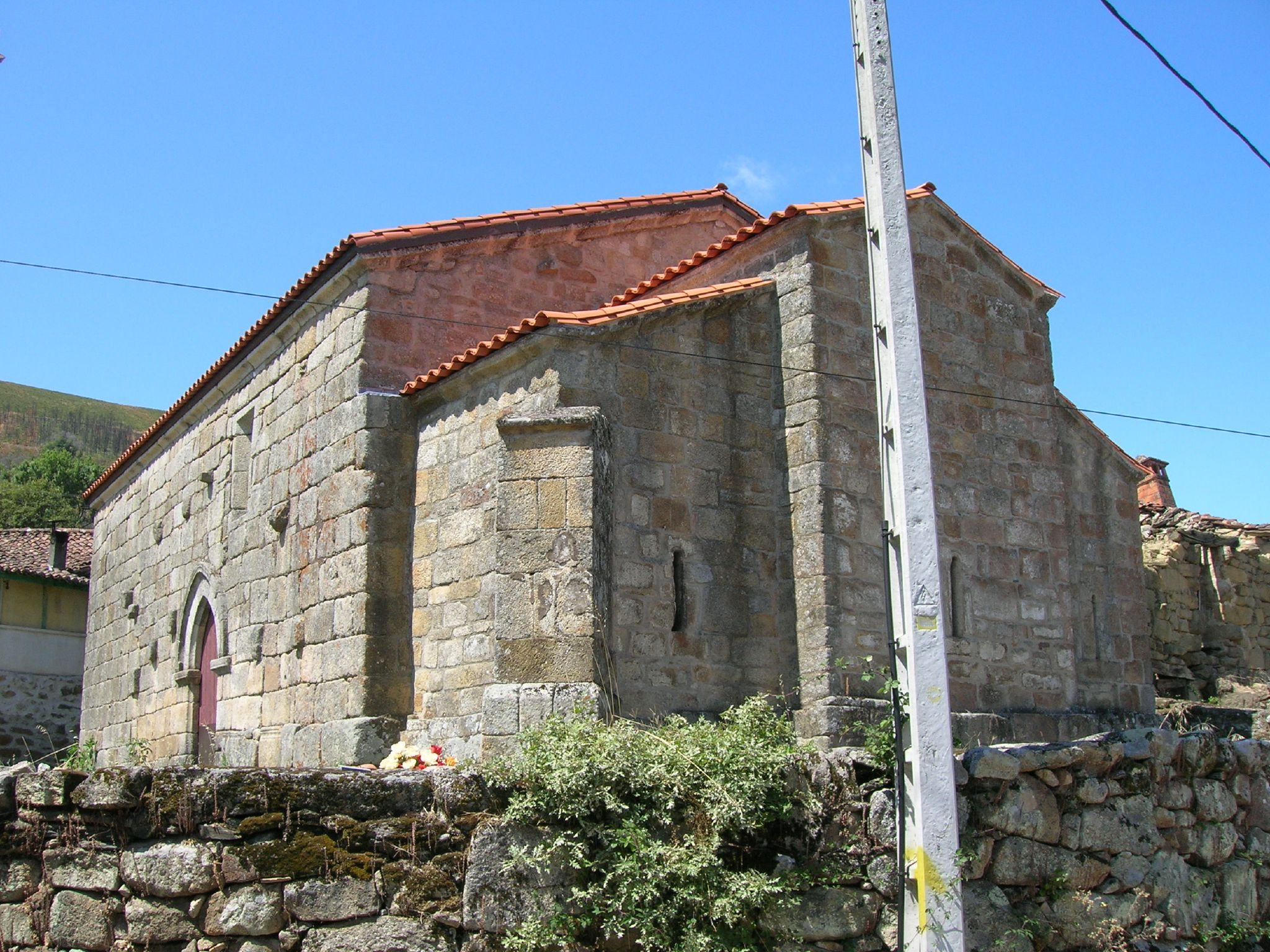
Vista desde el sudeste
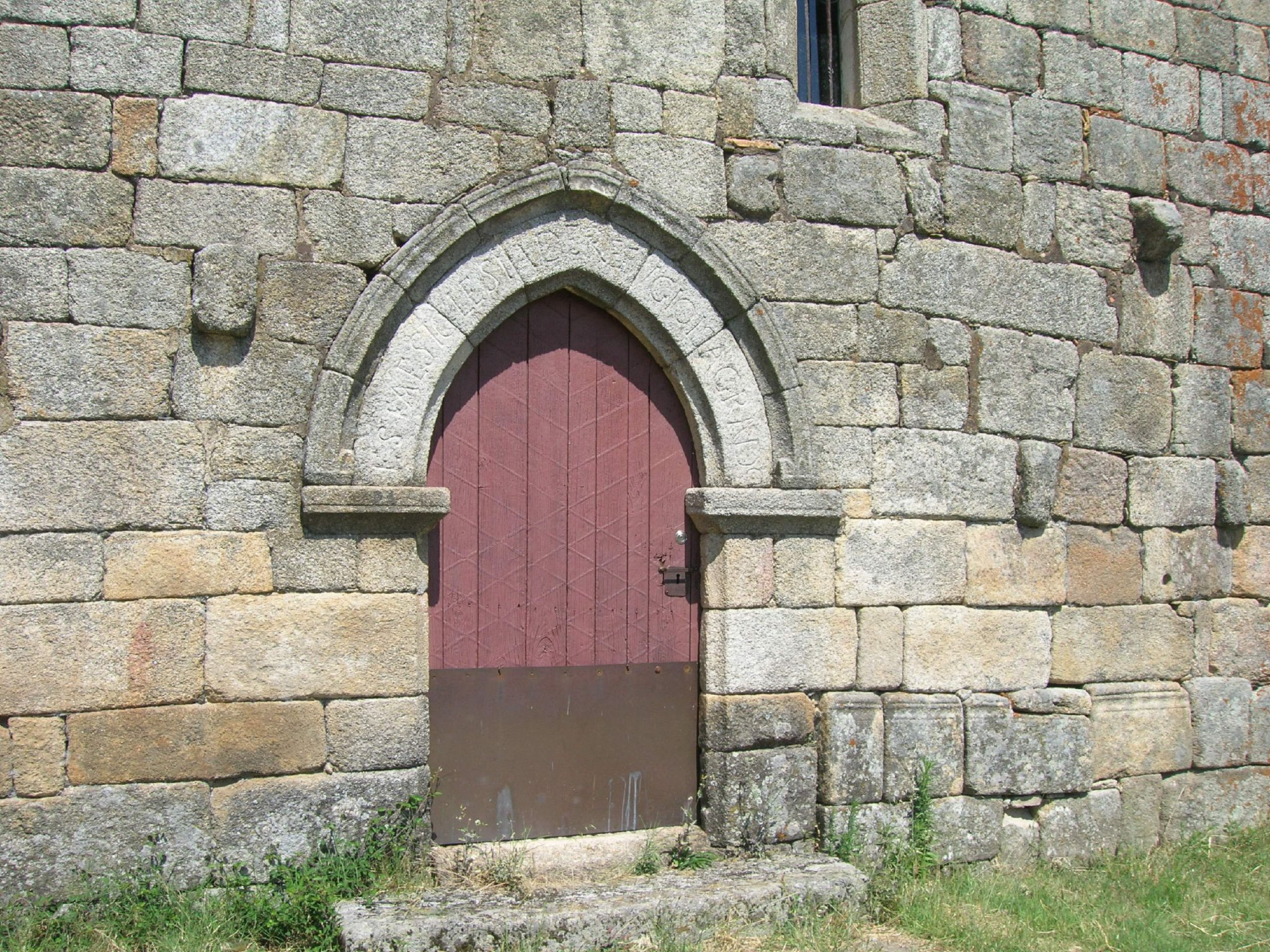
Puerta del muro sur
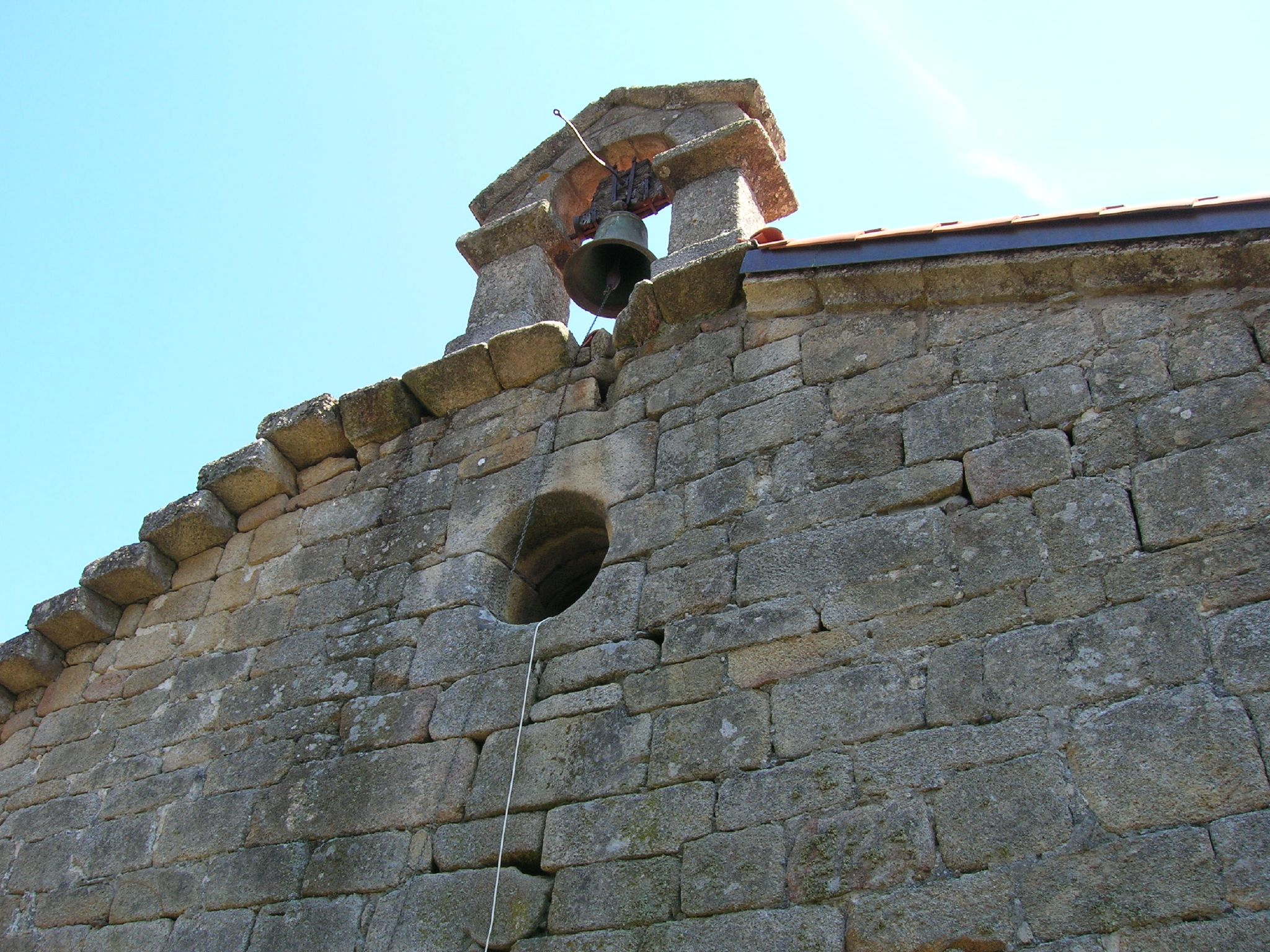
Detalle del campanario
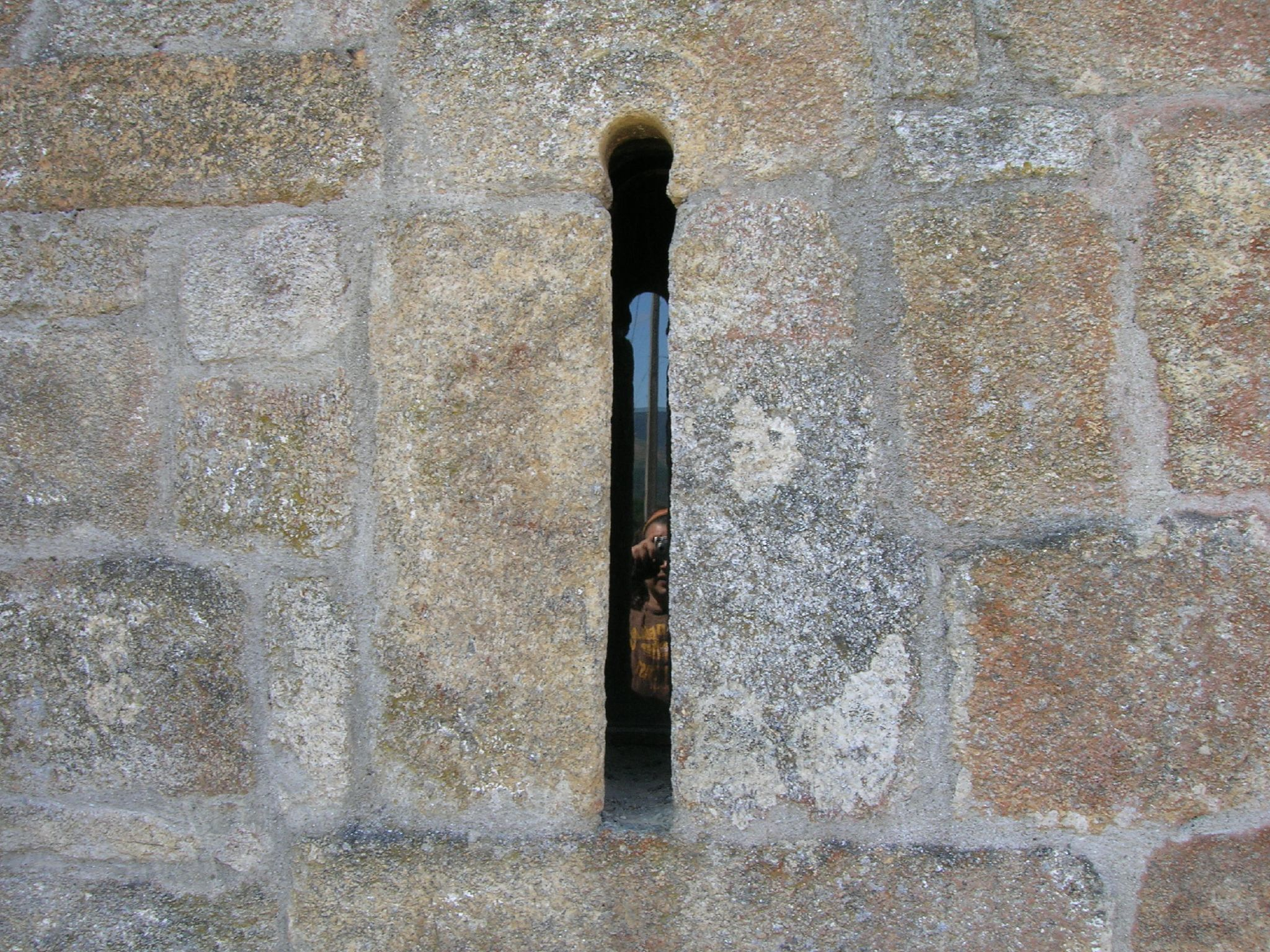
Ventana absidal
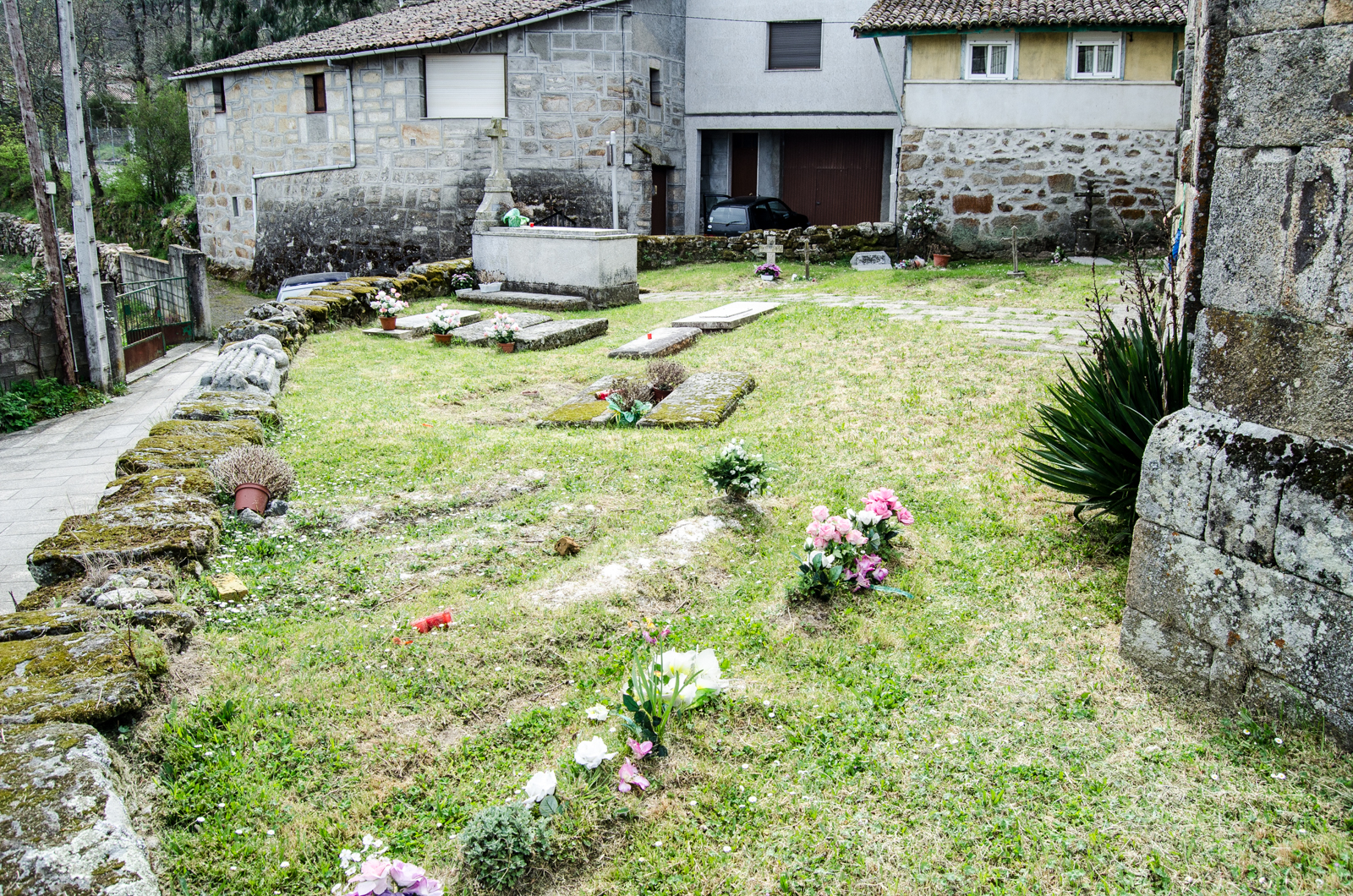
Camposanto delante de la puerta sur

Vistas del interior
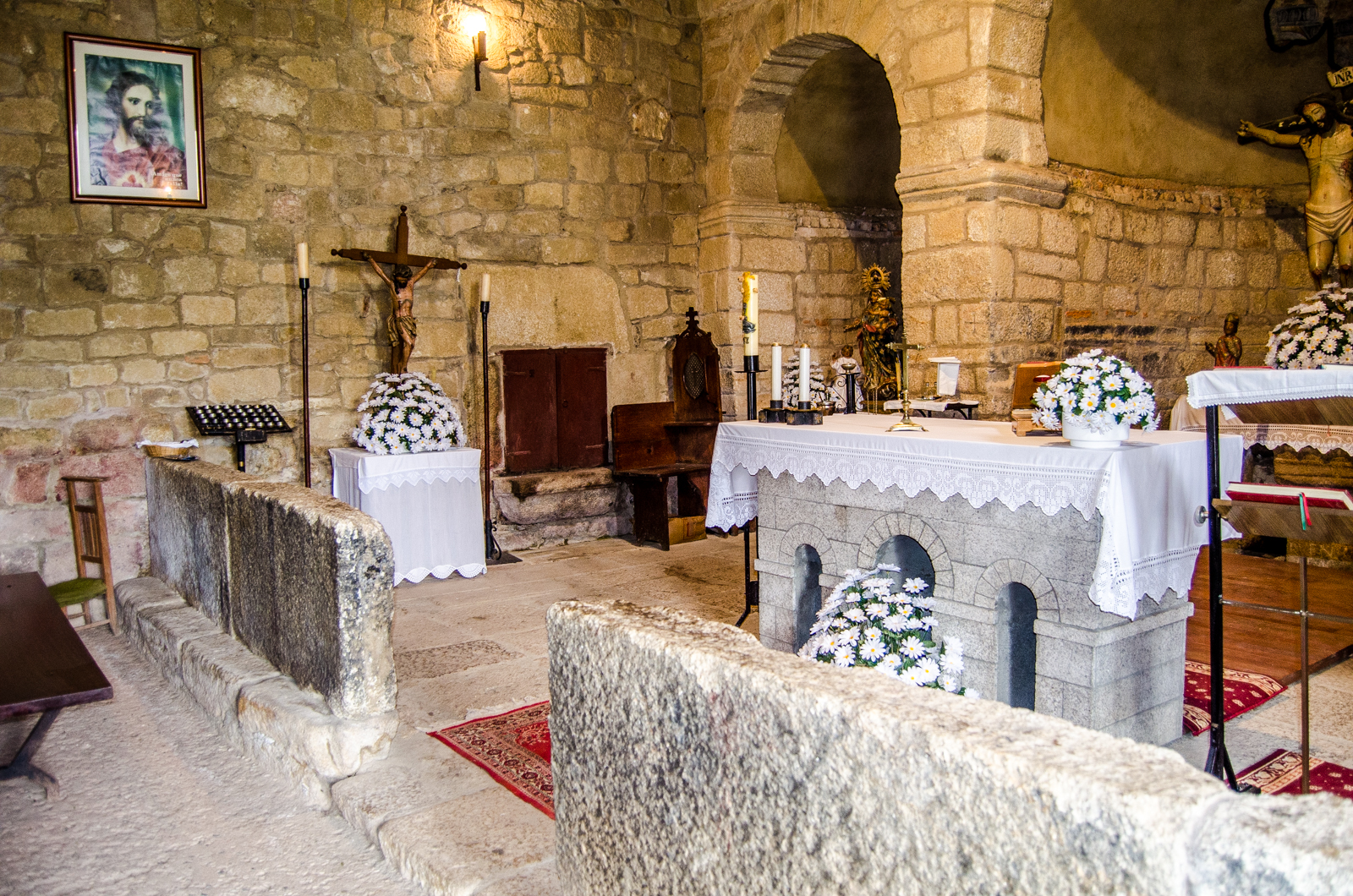
Vista interior
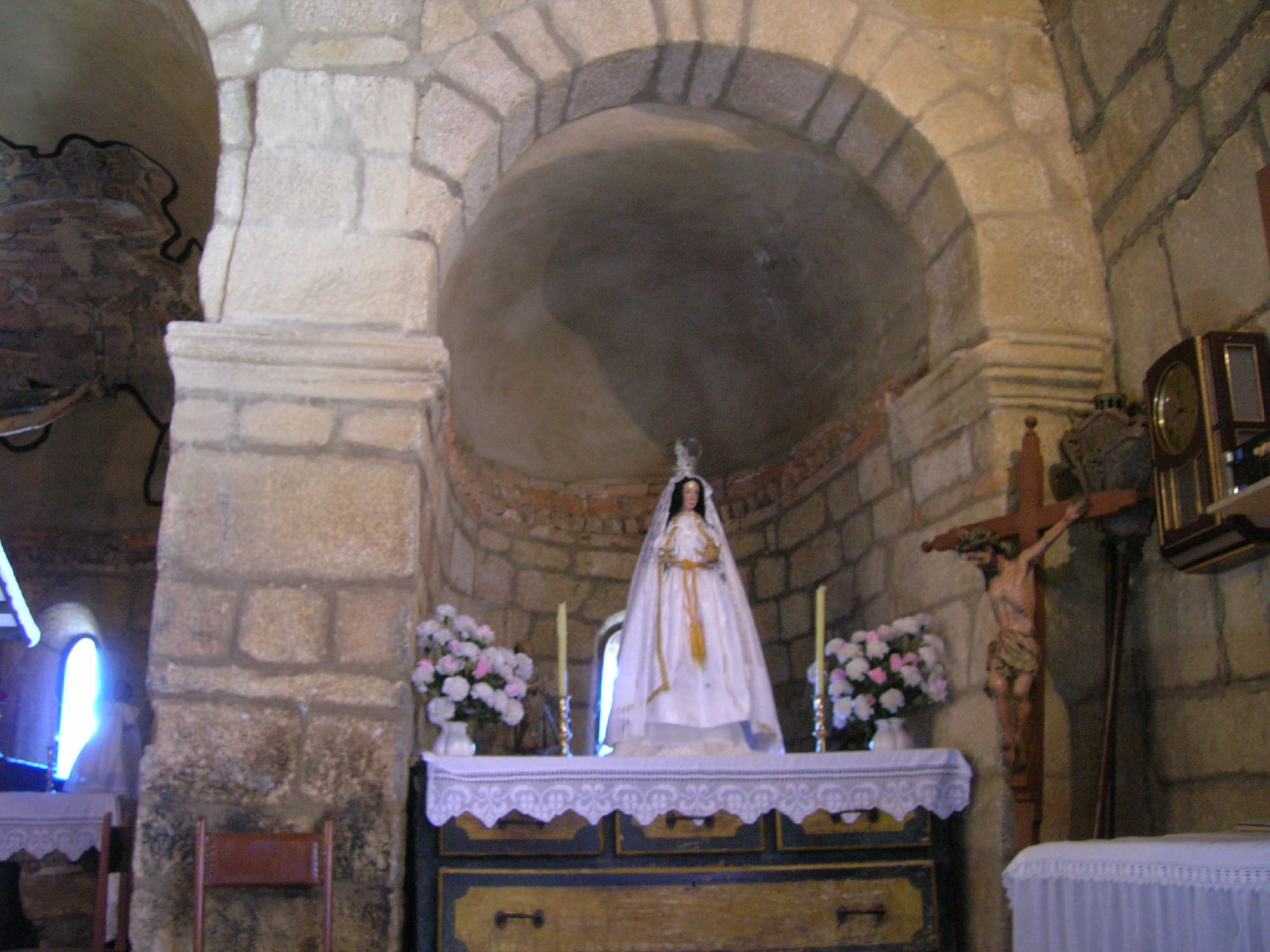
Altar del ábside sur
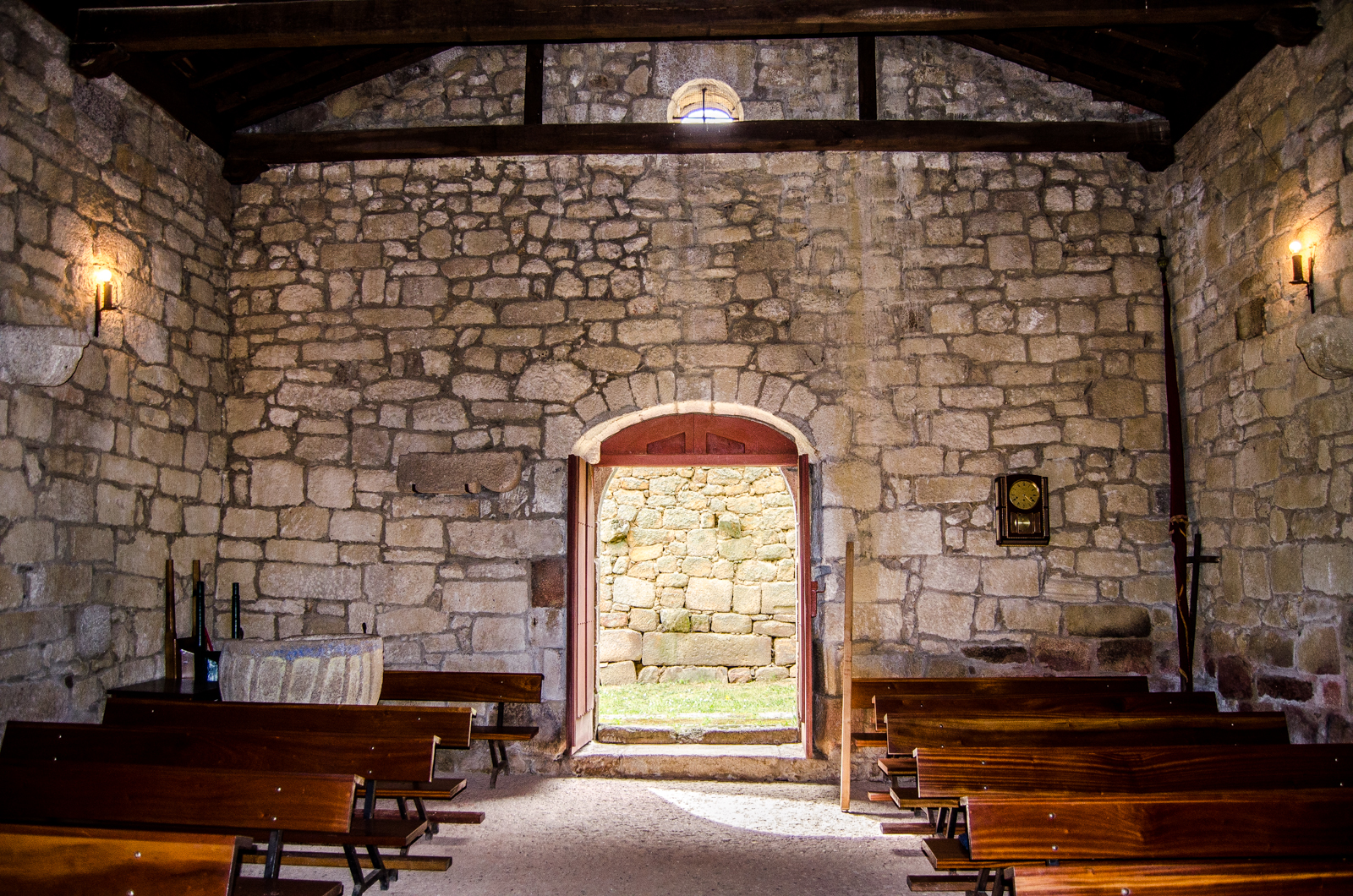
Muro oeste desde el interior
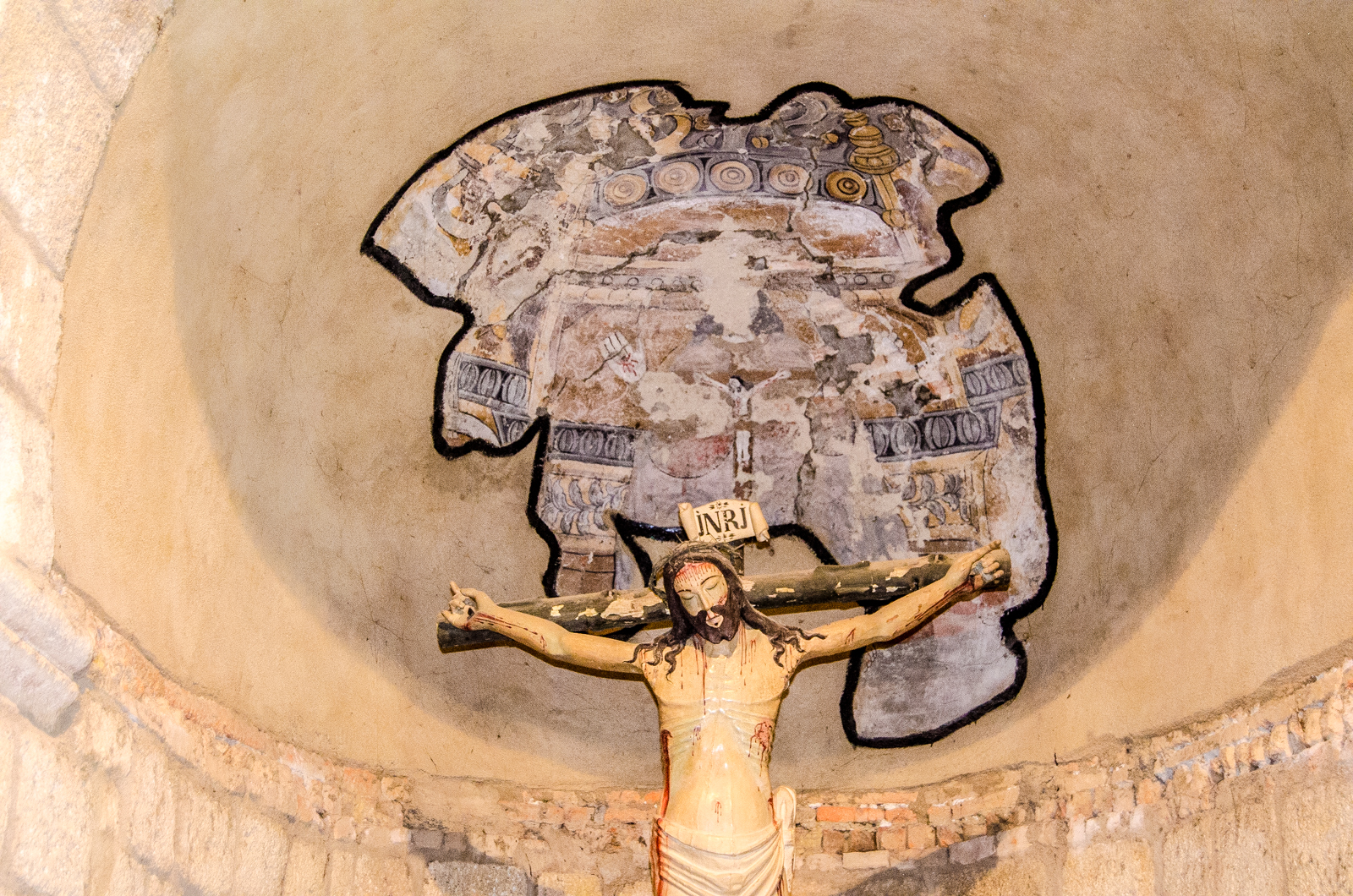
Cristo crucificado y fresco en el ábside central
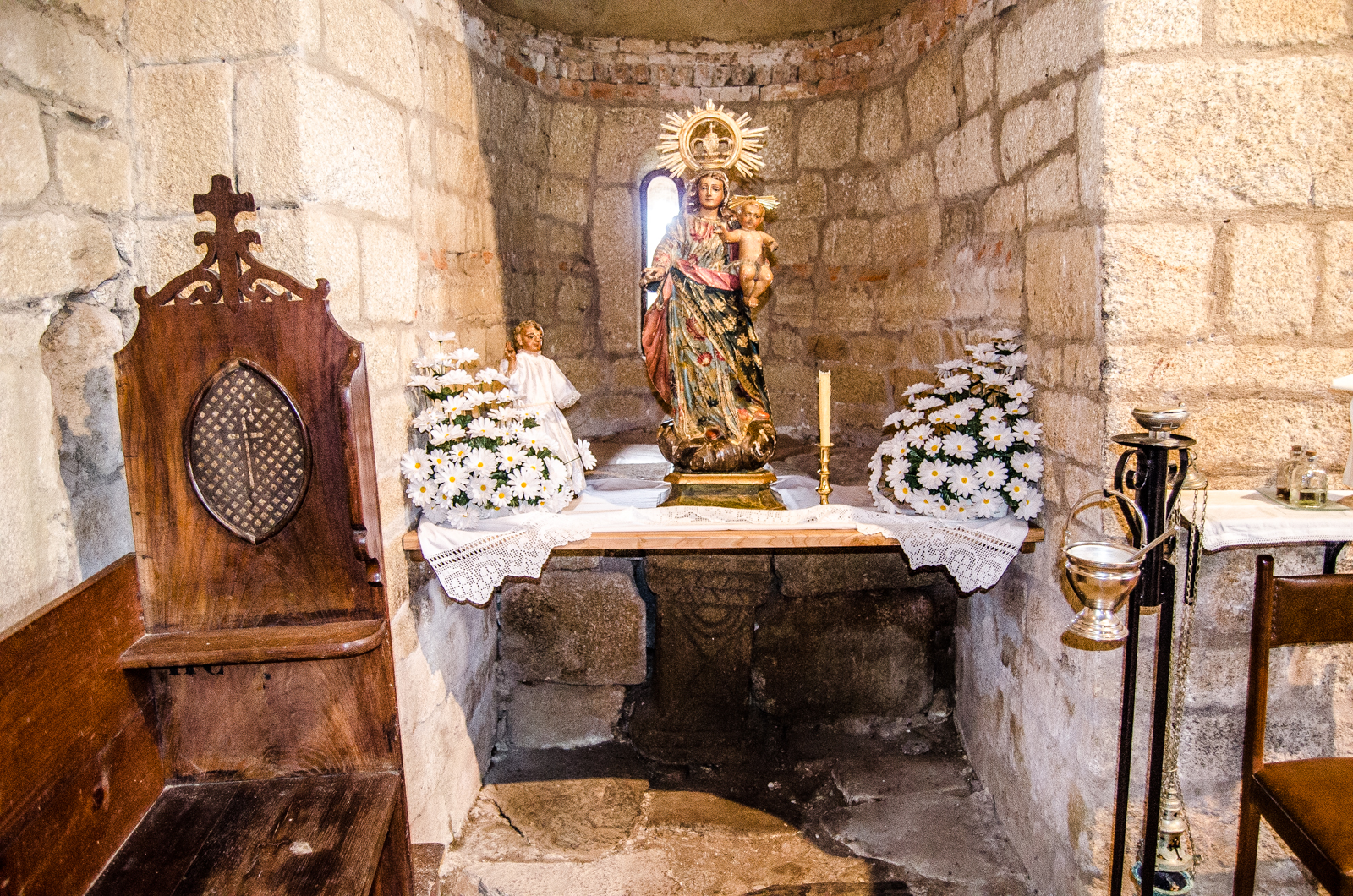
Ábside norte. A la izquierda, confesionario